# Bithiga rubrisparsa
Bithiga rubrisparsa là một loài bướm đêm trong họ Noctuidae.